# Ant Attack
3D Ant Attack ist der Titel eines 1983 vom Hersteller Quicksilva entwickelten Computerspiels der Kategorie Jump ’n’ run. Ant Attack war das erste Computerspiel mit isometrischer Perspektive. Es erschien zunächst auf dem Sinclair ZX Spectrum. 1984 folgte die Portierung für den Commodore 64.
Die Spielfigur verfügt über drei Freiheitsgrade, sie kann auf einer horizontalen Ebene laufen und in der Vertikalen springen oder fallen. Um hinter Hindernisse sehen zu können, ist es möglich und teils sogar nötig, die Betrachtungsrichtung der Grafik während des Spiels zu ändern. Vier jeweils um 90° gedrehte Perspektiven stehen zur Verfügung.
Ant Attack spielt in einer unbewohnten Ruinenstadt, die von Riesenameisen heimgesucht wird, die versuchen, die Spielfiguren zu beißen. Die Ameisen können sich nur auf dem Boden bewegen, während die Spielfigur auch die Ruinen erklettern kann. Weitere Möglichkeiten, mit den Ameisen fertigzuwerden, sind auf sie drauf zu springen, um sie vorübergehend KO zu schlagen oder sogar zu töten oder sie mit Granaten in die Luft zu sprengen oder durch die Druckwelle zu betäuben. An einigen Stellen ist es nötig, eine der Riesenameisen an einer bestimmten Stelle zu betäuben, um sie als Sprungbrett zum Erklettern der Ruinen zu nutzen.

## Ziel des Spiels
Ziel des Spiels ist es, eine vermisste Person in der Stadt zu finden und zu retten. In für frühe Computerspiele ungewöhnlich emanzipierter Weise kann der Spieler dabei entweder den Helden spielen, um das Mädchen zu retten, oder auch die Heldin, die den Jungen rettet.
Hat man die zu rettende Person gefunden, muss sie sicher aus der Stadt gebracht werden. Sie folgt dabei der Spielfigur automatisch in zwei Schritten Abstand, entweder hinter ihm oder neben ihm. Sie springt dabei sinngemäß wie die direkt vom Spieler gesteuerte Spielfigur, so dass er beide Figuren gleichzeitig steuert, was bei schnellen Bewegungen oder beim Klettern in den Ruinen den Schwierigkeitsgrad erhöht.
Läuft die zu rettende Person gegen ein Hindernis, bleibt sie stehen und folgt dem Spieler nicht weiter, so dass er zurückkehren muss, um sie erneut abzuholen. Oft erfordert das einen kurzen Kampf gegen die verfolgenden Ameisen, die durch die Verzögerung die Chance bekommen haben, aufzuholen.
Trotz der Verfügbarkeit von Sprenggranaten, die gezielt auf verschiedene Entfernungen geworfen werden können, sind Fliehen, Ausweichen und Springen die besten Taktiken gegen Ameisen. Das Zielen mit Granaten ist schwierig, es besteht das Risiko, dass die Granaten gegen Hindernisse prallen und man sich selbst oder die zu rettende Person in die Luft sprengt. Außerdem erhalten die Riesenameisen von ihrem zentral in der Ruinenstadt gelegenen Ameisenhaufen jedes Mal Verstärkung, wenn der Spieler Ameisen tötet, so dass man nur eine kurze Atempause erzielen kann.
Obwohl das Automatenspiel Zaxxon, ein isometrisch scrollendes Shoot-’em-up-Spiel, schon kurz vor Ant Attack eine isometrische Darstellung bot, verfügte Zaxxon nicht über die drei Freiheitsgrade eines echten 3D-Spieles.